# Белозоров, Евгений Николаевич
Евге́ний Никола́евич Белозо́ров (4 марта 1859 — 1935) — член III Государственной думы от Воронежской губернии, протоиерей.

## Биография
Православный. Из семьи священника. Имел дом с усадьбой.
По окончании Воронежской духовной семинарии был учителем духовного училища. Затем был рукоположен в священники, состоял настоятелем собора города Павловска Воронежской губернии. Был благочинным, председательствовал на епархиальных съездах.
На момент избрания в Думу состоял законоучителем городского училища и членом правления духовного училища, председателем отделения епархиального училищного совета, а также депутатом земского собрания и городской думы. Был членом Союза 17 октября.
В 1907 году был избран в члены III Государственной думы от Воронежской губернии 2-м съездом городских избирателей. Входил во фракцию октябристов, с 3-й сессии — в русскую национальную фракцию. Состоял членом продовольственной и по народному образованию комиссий.
Во время Февральской революции послал приветственную телеграмму в Государственную думу.
После Октябрьской революции остался в Советской России, служил благочинным храмов Павловска. Умер в 1935 году.